# Campagna anti-destra
La campagna anti-destra (反右運動T, 反右运动S, Fǎn Yòu YùndòngP) fu un movimento avvenuto tra il 1957 e il 1959 nella Repubblica Popolare Cinese, consistente in una serie di purghe contro chiunque fosse ritenuto "di destra" dal Partito Comunista Cinese. La campagna venne istituita dal Presidente Mao Zedong e vide la persecuzione politica di circa 550.000 persone. Anche altri leader, tra cui Deng Xiaoping e Peng Zhen, hanno preso parte attiva alla campagna. La maggior parte delle vittime è stata riabilitata durante il periodo "Boluan Fanzheng".

## Obiettivi
La definizione di "destra" non era sempre coerente, e a volte includeva chi criticava il governo da una prospettiva progressista, ma ufficialmente si riferiva a quegli intellettuali accusati di favorire il capitalismo e la divisione in classi invece della collettivizzazione.

## Storia

### Antefatto
La campagna anti-destra fu una reazione contro la campagna dei cento fiori, che aveva promosso il pluralismo di espressione e di critica al governo maoista, nonostante il fatto che l'inizio di entrambe le campagne fosse stato ideato e controllato dal presidente Mao Zedong.

### Prima ondata
La prima ondata di attacchi iniziò subito dopo la fine della campagna dei cento fiori, nel mese di luglio 1957. Entro la fine dell'anno, 300.000 persone furono etichettate come di destra, tra cui la scrittrice Ding Ling e il futuro premier Zhu Rongji. La maggior parte degli accusati erano intellettuali, e le sanzioni potevano essere la "rieducazione attraverso il lavoro", oppure, in alcuni casi, la morte. Uno degli obiettivi principali era quello di rendere il sistema giuridico dipendente dalla politica. I professionisti legali furono trasferiti in altri posti di lavoro; il potere giudiziario fu esercitato invece dai quadri politici e dalla polizia.

### Seconda ondata
La seconda parte della campagna si svolse dopo la Conferenza di Lushan, tenutasi dal 2 luglio al 16 agosto 1959. L'incontro portò alla condanna del generale Peng Dehuai, che - nel clima aperto e propenso alla critica fornito dalla campagna dei cento fiori - aveva osato criticare apertamente il grande balzo in avanti.